# Alvin et les Chipmunks 2
Pour les articles homonymes, voir Alvin et les Chipmunks.
Série Alvin et les Chipmunks
Alvin et les Chipmunks
(2007) Alvin et les Chipmunks 3
(2011)
Pour plus de détails, voir Fiche technique et Distribution.
Alvin et les Chipmunks 2 ou Alvin et les Chipmunks - La suite au Québec (Alvin and the Chipmunks: The Squeakquel) est un film américain de Betty Thomas, sorti en 2009.
Mélangeant prises de vues réelles et images de synthèse, il est la suite d'Alvin et les Chipmunks (2007).

## Synopsis
Dave Seville est blessé lorsqu'une silhouette en carton d'Alvin l'envoie voler à travers la scène lors d'un concert caritatif à Paris. Pendant qu'il se rétablit à l'hôpital, Dave demande à sa tante, Jackie, de s'occuper des tamias. Des dispositions sont également prises pour qu'ils puissent aller au lycée à leur retour à Los Angeles, même si seule la société humaine peut participer à de telles activités dans le monde réel.
Après que Jackie soit tombée dans les escaliers dans son fauteuil roulant et ait dû être hospitalisée, les tamias sont placés sous les soins de Toby, le petit-fils de Jackie et le cousin de Dave.
Pendant ce temps, Ian Hawke, dont la fortune a disparu depuis que le dernier concert à Los Angeles a tiré sa révérence deux ans auparavant, rencontre un deuxième trio de tamias (féminin pour le coup vu qu'Alvin, Simon et Théodore qu'il avait pris également sous son aile étaient des tamias masculins) nommés Brittany, Jeanette et Eleanor. Les tamias femelles proviennent d'un colis fabriqué par FedEx, et Ian les prend sous son aile dans le but de ressusciter sa carrière.
Alors que les années de lycée des tamias sont en cours, les choses ne se passent pas aussi bien et ils sont presque constamment ridiculisés par les autres étudiants. Un jour, ils sont convoqués au bureau du directeur, où le docteur Rubin, le directeur de l'école, sollicite leur aide pour collecter des fonds pour le programme de musique de l'école en participant à un concours.
Ian révèle un journal sur les tamias en première page et inscrit le groupe de tamias femelles dans la même école. Lorsque les tamias mâles et femelles se rencontrent, ils deviennent épris l’un de l’autre. Les tamias mâles ont du mal à assister à une répétition à cause de leurs nouveaux béguins. En réponse, le directeur de l'école organise une compétition de combats entre fanfares.
Alvin, le chef de la meute masculine, s'enrôle dans l'équipe de football de l'école, ignorant qu'un concert est prévu le même jour. Pendant le tournoi, les autres membres de la meute masculine savent qu'Alvin n'est pas arrivé et ils ne peuvent pas jouer sans lui, ce qui signifie que la meute féminine gagne par défaut. Alvin arrive trop tard et Brittany lui reproche son manque de responsabilité.
Quand Alvin va s'excuser auprès des autres membres de la meute, Théodore s'enfuit dans un zoo et rencontre une famille de suricates. Un aigle s'est installé dans l'enclos où vivent les suricates, et Théodore est sauvé par Alvin et Simon, aidés par Toby, avant qu'ils ne se réconcilient, ramassant les morceaux après avoir échoué à participer pendant le tournoi.
Bientôt, la meute de tamias femelles apprend qu'elles doivent se produire en première partie d'un concert de Britney Spears le même soir que le concours scolaire. Ian recommande à la meute féminine de se retirer de la compétition scolaire pour soutenir Spears lors de leur première partie, mais si elles refusent, elles devront accompagner Ian dans un restaurant barbecue pour réparer leurs erreurs.
Avant le début de la compétition scolaire, les tamias mâles reçoivent un signal de détresse des tamias femelles, qui les informent qu'elles ont été enfermées dans une cage par Ian, alors la meute de mâles se précipite pour sauver la meute de femelles. Les deux meutes de tamias, mâles et femelles, se produisent ensemble, remportant ainsi l'argent nécessaire au programme musical. Dave sort de l'hôpital et apprend de Toby que les tamias se portent bien et ont récemment remporté le concours.
Lors d'un concert dans le sud de Los Angeles, Ian tente de faire irruption, mais la sécurité l'arrête et le met sans le savoir dans une benne à ordures. Pendant ce temps, ceux qui ont intimidé les tamias dans le passé sont mis en retenue et doivent aider à retirer le chewing-gum sous les gradins du gymnase.
Quant à Dave, il accepte d'accueillir les tamias femelles en plus des tamias mâles chez lui.

## Fiche technique
Sauf indication contraire, les informations mentionnées dans cette section peuvent être confirmées par les bases de données cinématographiques IMDb et Allociné,  présentes dans la section « Liens externes ».
- Titre original : Alvin and the Chipmunks: The Squeakquel
- Titre français : Alvin et les Chipmunks 2
- Titre québécois : Alvin et les Chimpmunks : La suite[1]
- Réalisation : Betty Thomas
- Scénario : Jon Vitti, Jonathan Aibel et Glenn Berger, d'après les personnages créés par Ross Bagdasarian Sr.
- Musique : David Newman
  - Direction musicale : David Newman
  - Supervision musicale : Julianne Jordan
- Direction artistique : Bo Johnson et Sei Nakashima
- Décors : Marcia Hinds
- Costumes : Alexandra Welker
- Photographie : Anthony B. Richmond
- Son : Michael J. Benavente, Gary C. Bourgeois, Simon Ellegaard, Mildred Iatrou, Michael Keller, Andy King, William Stein
- Montage : Matthew Friedman
- Chorégraphie : Tony Gonzalez et Rosero McCoy
- Animation (supervision) : Andrew Arnett, Chris Bailey, Kevin Jackson, Adam Yaniv
- Production : Ross Bagdasarian Jr. et Janice Karman
  - Production déléguée : Michele Imperato Stabile, Christopher Meledandri (non crédité), Arnon Milchan, Karen Rosenfelt et Steve Waterman
- Sociétés de production : 
  - États-Unis : Bagdasarian Productions, Twentieth Century Fox Animation et Sunswept Entertainment (non crédité), en association avec Dune Entertainment, présenté par Fox 2000 Pictures et New Regency Productions
  - Hongrie : présenté par Vertigo Média Kft.
- Société de distribution : Twentieth Century Fox
- Budget : 60 millions de $[2] ; 75 millions de $[3]
- Pays de production :  États-Unis
- Langues originales : anglais, français
- Format : couleur (DeLuxe) — 35 mm — 1,85:1 (Panavision) — son Dolby / DTS / SDDS
- Genre : comédie, musical, aventure, animation
- Durée : 88 minutes
- Dates de sortie[4] :
  - États-Unis, Québec : 23 décembre 2009[1]
  - France, Belgique, Suisse romande : 23 décembre 2009[5],[6],[7]
- Classification :
  - États-Unis : des scènes peuvent heurter les enfants - accord parental souhaitable (PG - Parental Guidance Suggested)[N 1]
  - France : tous publics (conseillé à partir de 6 ans)[5],[8]
  - Belgique : tous publics (jeune public) (Alle Leeftijden)[6]
  - Suisse romande : tous publics[9]
  - Québec : tous publics (G - General Rating)[1]

## Distribution
- Zachary Levi (VF : Tanguy Goasdoué ; VQ : Patrice Dubois) : Toby Seville
- David Cross (VF : Marc Perez ; VQ : Gilbert Lachance) : Ian Hawke
- Jason Lee (VF : Jérôme Pauwels ; VQ : Daniel Picard) : David « Dave » Seville
- Justin Long (VF : Emmanuel Garijo ; VQ : Hugolin Chevrette-Landesque) : Alvin Seville (voix)
- Matthew Gray Gubler (VF : Mathias Kozlowski ; VQ : Bernard Fortin) : Simon Seville (voix)
- Jesse McCartney (VF : Alexis Tomassian ; VQ : François Sasseville) : Théodore Seville (voix)
- Amy Poehler (VF : Karine Foviau ; VQ : Camille Cyr-Desmarais) : Eleanor Miller (voix)
- Anna Faris (VF : Natacha Muller ; VQ : Violette Chauveau) : Jeanette Miller (voix)
- Christina Applegate (VF : Marie-Eugénie Maréchal ; VQ : Aline Pinsonneault) : Brittany Miller (voix)
- Wendie Malick (VF : Véronique Augereau ; VQ : Carole Chatel) : Dr Jacqueline Rubin
- Anjelah Johnson : Julie Ortega
- Kathryn Joosten : tante Jackie
- Kevin G. Schmidt (VF : Alexandre Nguyen ; VQ : Nicholas Savard L'Herbier) : Ryan
- Chris Warren Jr. : Xander
- Bridgit Mendler : Becca Kingston
- Aimee Carrero : Emily
- Alexandra Shipp : Valentina
- Gregg Binkley : Emcee
- Bernard White : le docteur
- Adéle Jacques : l'infirmière
- Joy Osmanski : compagnie aérienne Rep
- Archie Hahn : l'agent
- Lanny Joon : l'ambulancier
- Brando Eaton (VF : Yoann Sover) : Jeremy Smith
- Jake Zyrus : lui-même
- Honor Society : eux-mêmes
- Eric Bauza : Digger (voix)
- Sean Astin : Meerkat Manor, le narrateur (voix)
Version française
  - Studio de doublage : Dubbing Brothers[10]
  - Direction artistique : Jean-Pierre Dorat
  - Adaptation : Thomas Murat

Légende : Version française (VF) et Version québécoise (VQ)

## Récompenses
- BMI Film and TV Awards 2010 : Prix BMI de la meilleure musique de film pour David Newman
- Kids' Choice Awards 2010 : Blimp Award du film préféré
- Guild of Music Supervisors Awards 2011 : GMS Award de la meilleure supervision musicale dans un film pour Julianne Jordan

## Éditions en vidéo
- En France, le film Alvin et les Chipmunks 2 est sorti en DVD édition limitée[13] et Blu-ray[14]. Plusieurs rééditions en DVD ont eu lieu entre 2010 et 2016[15]. Le film est également sorti en VOD le 1er juin 2016[5].
- Au Québec, le film est sorti en DVD le 30 mars 2010[1].

## Autour du film
- C'est la première apparition cinématographique des Chipettes depuis Les Aventures des Chipmunks (1987).
- Dans le film, les Chipmunks vont à l'école, tout comme dans la série Alvin et les Chipmunks (1983-1990).
- Alvin disant « C'est à moi que tu causes ? » fait référence au film Taxi Driver.
- Dans la série, les Chipmunks et les Chipettes se rencontrent pour la première fois dans un hôtel, contrairement au film où ils se rencontrent à l'école.
- Dans le film, les Chipettes interprètent Single Ladies de Beyoncé Knowles et Hot'N'Cold de Katy Perry.

### Suites
Deux suites ont été réalisées : Alvin et les Chipmunks 3 (2011) et Alvin et les Chipmunks : À fond la caisse (2015).